# Сао Жозе до Рио Прето
Сао Жозе до Рио Прето е град в щата Сао Пауло, Югоизточна Бразилия. Населението му е 419 632 жители (2009 г.), а има градска площ от 117,43 кв. км. Разположен е на 489 м н.в. Пощенският му код е 15000-000, а телефонния +55 17. Градът е основан на 19 март 1852 г. Градът разполага с два футболни отбора и два стадиона. Стадионите са с капацитет за 40 000 и 25 000 зрители. Градът има и летище.

## Побратимени градове
- Маями (САЩ)
- Нантун (Китай)